# Leo Fichtmann
Leo Fichtmann (16. August 1873 in Elbing (Westpreussen) – 28. Mai 1942 in KZ Sachsenhausen) war ein deutscher Schlosser, Steinmetz und politischer Aktivist.

## Leben
Fichtmann war gelernter Schlosser und arbeitete als Steinmetz; später war er Invalide. Nach der Übersiedlung nach Berlin vor dem Ersten Weltkrieg war er in anarchistischen und linksradikalen Kreisen aktiv und mehrfach vorbestraft (Hausfriedensbruch, Aufruhr usw.). 1918 wurde er Mitglied des Spartakusbundes und der KPD, 1920 Mitbegründer der KAPD und setzte sich für den organisierten bewaffneten Kampf ein. 1922 wurde er von Heinrich Brandler in der Zeitschrift Kommunistische Internationale als „Abenteurer von unten“ charakterisiert. Ab Mai 1923 Herausgeber der Zeitschrift Der Arbeitslose, vertrat er die Idee einer freien Gesellschaft ohne Staatsbürokratie und Parteien. 1933 wurde Fichtmann verhaftet und misshandelt, nach dem Brandanschlag der Widerstandsgruppe um Herbert Baum im Berliner Lustgarten am 27. Mai 1942 erneut mit anderen Unbeteiligten verschleppt. Leo Fichtmann wurde am 28. Mai 1942 im KZ Sachsenhausen erschossen.

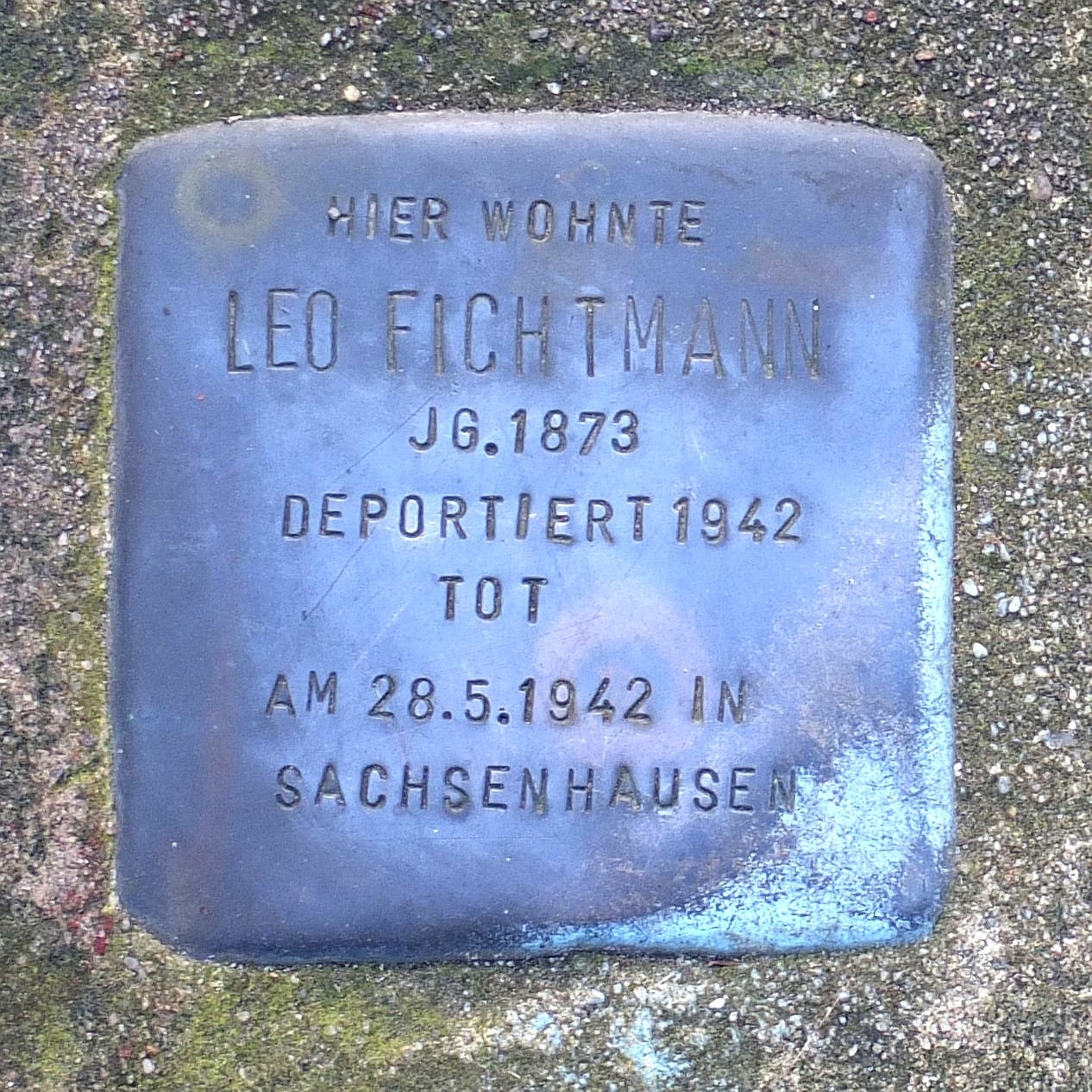
Stolperstein für Leo Fichtmann in der Holzmarktstraße

Am 27. Juni 1898 heiratete Fichtmann in Berlin die am 6. April 1877 in Neudorf (Posen) geborene Clara Fuchs. Aus der Ehe gingen sechs Kinder hervor. Clara Fichtmann wurde am 6. Juni 1942 nach Theresienstadt deportiert, später nach Auschwitz, wo sie am 18. Mai 1944 ermordet wurde. Der Sohn Max (22. November 1898 – Oktober 1943) wurde ebenfalls Opfer des Nationalsozialismus, die Tochter Minna (geb. 17. August 1900) wurde am 4. März 1943 nach Auschwitz deportiert und dort ermordet, der Sohn Hugo (10. Dezember 1902 – 25. Dezember 1942) nahm sich das Leben.

## Gedenken
Für Clara und Leo Fichtmann wurden in Berlin in der Holzmarktstraße 54–56 und der Albert-Einstein-Str. 15 Stolpersteine verlegt.